# Struktury sedymentacyjne
Struktury sedymentacyjne – makroskopowej wielkości trójwymiarowe formy tworzące się w wyniku procesów sedymentacji. 
Wyróżnia się dwie grupy struktur sedymentacyjnych:
- pierwotne, powstałe w trakcie sedymentacji lub po niej, ale przed ostateczną lityfikacją
- wtórne, powstałe w trakcie diagenezy skał osadowych

W obrębie pierwotnych struktury sedymentacyjnych wyodrębnia się cztery grupy:
- depozycyjne
- erozyjne
- deformacyjne
- biogeniczne